# 包卓軒
包卓軒（1999年4月23日—），或稱包蒙蒙，中國維權律師王宇和維權人包龍軍的兒子。在中國710「維權律師」大抓捕事件中被中方軟禁。

## 生平
在2015年7月9日，包龍軍和包卓軒在首都機場被公安帶走，當時包龍軍為包卓軒送機，準備由北京前往澳洲升學。而其後王宇亦失蹤。包卓軒其後與其父分開，當局人員將他帶到天津，軟禁近兩日，期間一直有人看守。在軟禁結束後，因無法返回其北京住所，被逼回到母親的原籍內蒙古，與婆婆同住。包當時對父母現況不知情。
在2015年10月2日，包卓軒在維權人士唐志顺、幸清贤的協助下，由內蒙古前往昆明，打算由偷渡缅甸再赴往美國升學，但在10月6日被缅甸邊境警方拘捕，其後三人被移交中方。其後一度被拘留,後來被押送回內蒙古的祖父母家，並被監視和限制出境，其護照更被沒收。中國中央電視台於2015年10月17日播放長篇報導，其父母譴責境外力量協助包卓軒出逃。相熟的律師則對其父母言論存疑。。而協助包偷渡的維權人士唐志顺、幸清贤等人在失蹤逾七個月後，在2016年5月20日確認被關押天津第二看守所，被控“組織他人偷越中國邊境罪”。而李和平夫人王峭嶺與媒體人趙思樂前往內蒙烏蘭浩特，試圖探望被捕律師王宇的母親和其子包卓軒，但被警方帶往附近的勝利派出所，手機更被沒收。
在2017年11月13日下午，從天津濱海國際機場乘飛機前往日本東京，被天津海關攔截，以他出國後有可能危害國家安全為由，並將護照剪掉兩個角，聲稱護照作廢。
在2018年1月17日，包卓軒獲准出境前往澳洲墨爾本留學，入讀墨爾本三一學院。 
2020年3月，包卓軒因不堪忍受所就讀三一學院的小粉紅騷擾，離開澳洲前往美國申請政治庇護。